# Cofradía (ort i Honduras, Departamento de Francisco Morazán)
Cofradía är en ort i Honduras.   Den ligger i departementet Departamento de Francisco Morazán, i den sydvästra delen av landet, 15 km norr om huvudstaden Tegucigalpa. Cofradía ligger 1 131 meter över havet och antalet invånare är 1 301.
Terrängen runt Cofradía är varierad. Runt Cofradía är det tätbefolkat, med 881 invånare per kvadratkilometer. Närmaste större samhälle är Tegucigalpa, 15,2 km söder om Cofradía. 